# Сыроежка розовая
Сырое́жка ро́зовая, или краси́вая (лат. Rússula rósea) — вид грибов, включённый в род Сыроежка (Russula) семейства Сыроежковые (Russulaceae).

## Описание
Шляпка достигает 3,5—11 см в диаметре, сначала полушаровидная, затем выпуклая с углублением в центре у уплощённая, но не воронковидная. Окраска обычно карминно-красная, в центре более яркая, во влажную погоду вымывающаяся до лимонно-беловатой. Кожица часто растрескивается, очень плохо снимающаяся.
Пластинки довольно частые, нередко переплетающиеся и ветвящиеся, почти свободные, светло-кремовые, у ножки иногда красноватые.
Ножка сначала обычно булавовидная книзу, затем почти цилиндрическая, в верхней части белая, ниже обычно розоватая или с красными прожилками.
Мякоть крепкая, белая, иногда сереющая на воздухе, особенно во влажную погоду, под кожицей красноватая. Запах фруктово-мятный, вкус мятный, не горький.
Споровый порошок светло-кремового цвета. Споры 7,5—9×7—8 мкм, почти шаровидные, бородавчатые, с хорошо развитой сеточкой. Пилеоцистиды веретеновидные, булавовидные или цилиндрические.
Съедобна, в будущем может найти медицинское применение. В некоторых источниках указывается как несъедобная.

## Сходные виды
- Russula amarissima Romagn. & E.-J.Gilbert, 1943 встречается исключительно под буком, отличается слабым фруктовым запахом и очень сильным горьким вкусом.
- Russula emetica (Schaeff.) Pers., 1796 произрастает с хвойными деревьями, отличается отчётливо горьким вкусом и более интенсивно окрашенной шляпкой.
- Russula pseudointegra Arnould & Goris, 1907 произрастает в дубовых лесах, реже под буком и другими лиственными деревьями, отличается охристо-жёлтыми пластинками взрослых грибов, светло-охристым споровым порошком и горьким вкусом.

## Экология
Вид широко распространён в Евразии и Северной Америке, произрастает в основном в лиственных лесах, однако также может встречаться и под хвойными деревьями.

## Таксономия

### Синонимы
- Agaricus opiparus Fr., 1838, nom. superfl.
- Agaricus rosaceus Pers., 1801, nom. nov.
- Agaricus roseus Schaeff., 1774, nom. illeg.
- Agaricus sanguineus Batsch, 1783, nom. illeg.
- Clitocybe opipara (Fr.) P.Kumm., 1871
- Hygrophorus nemoreus f. opiparus (Fr.) Quél., 1890
- Hygrophorus opiparus (Fr.) Quél., 1896
- Omphalia opipara (Fr.) Quél., 1886
- Russula lepida Fr., 1836
- Russula luteotacta var. rosacea (Pers.) Singer, 1936
- Russula rosacea (Pers.) Gray, 1821
- Tricholoma opiparum (Fr.) Bigeard & H.Guill., 1909